# Qiblih

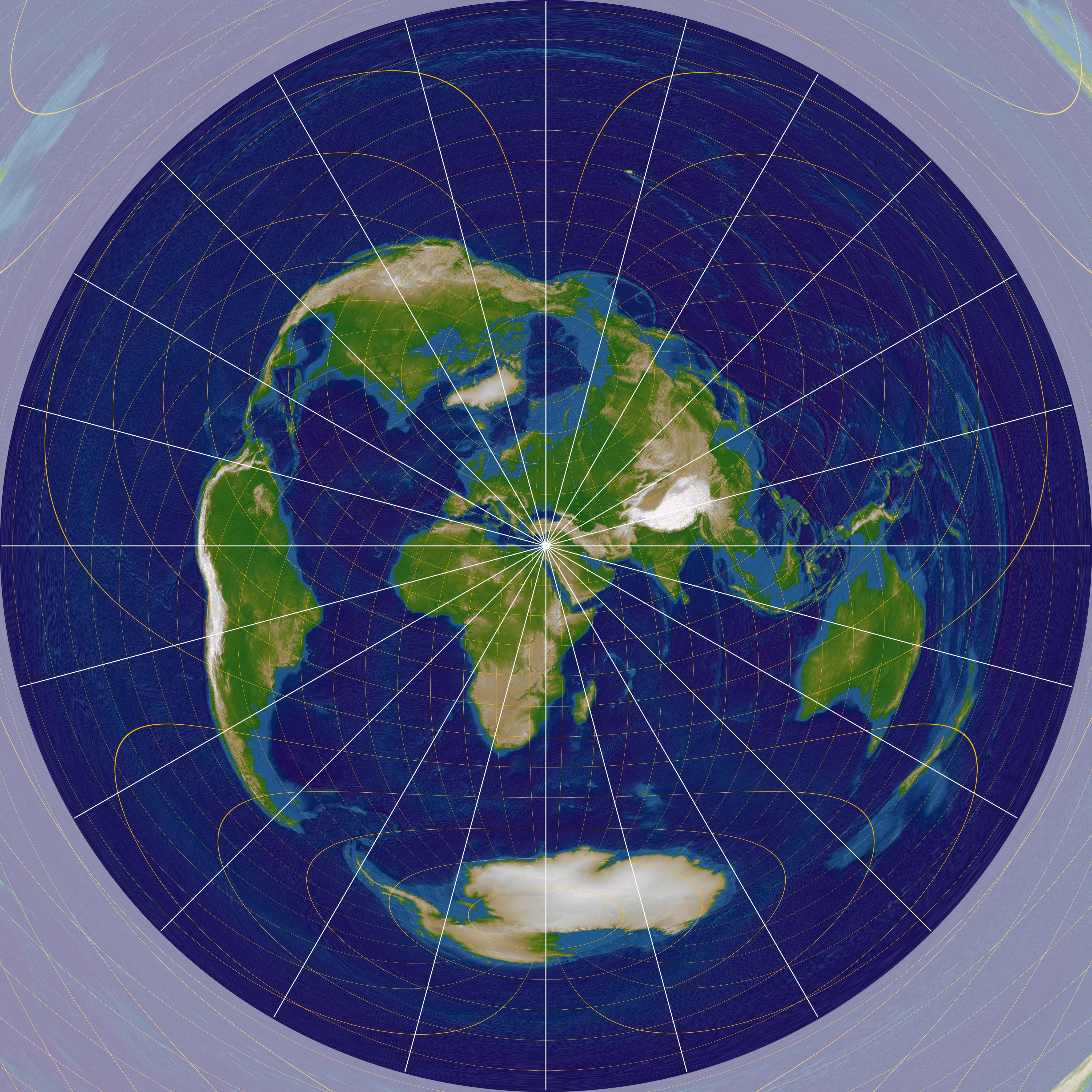
Qiblih

Qiblih (arabiska, tillbedjanspunkt) är den plats mot vilken troende bahá'íer vänder sig vid obligatorisk bön och vid begravning. Bahaiernas qiblih ligger i Bahjí, i närheten av staden Akko i Israel, och anses som Bahá'u'lláhs särskilda helgedom, den heligaste platsen för alla bahá'íer på jorden. Idag kan de troende finna böneriktningen till qiblih via internet eller med en särskilt utformad bahaikompass.